# Viviane De Muynck
Viviane De Muynck, née en 1946 à Mortsel en Belgique, est une actrice belge d'expression néerlandaise. Elle est également professeur de théâtre et metteur en scène, et participe à l'écriture de pièces contemporaines.

## Biographie
Elle a été formée au Conservatoire royal de Bruxelles par Jan Decorte.
Elle joue indifféremment en cinq langues (français, néerlandais, anglais, allemand, espagnol).
Depuis le milieu des années 1990, elle a pris part, avec Jan Lauwers, aux créations de la Needcompany, notamment pour deux spectacles : La Chambre d'Isabella (2004) et La Poursuite du vent (2007).

## Théâtre

### Avec la Needcompany
- The Snakesong Trilogy (Le Pouvoir, Le Désir et la version intégrale)
- Macbeth (1996)
- Caligula (1997)
- Morning Song (1999)
- DeaDDogsDon'tDance/DjamesDjoyceDeaD (2000)
- Goldfish Game (2002)
- No Comment (2003)
- La Chambre d'Isabella (2004)
- La Poursuite du vent (2007)
- La Maison des cerfs (2008)
- Gaz : Plaidoyer d'une mère damnée (2015)
- Guerre et Térébenthine (2017)

### Autres
- P.O.M.P.E.I (2008) en collaboration avec Caterina Sagna
- La Mouche, l'archange... (2010) en collaboration avec Christine Corday
- Children of Nowhere (Ghost Road 2) (2015) de Fabrice Murgia et Dominique Pauwels

Das neue Leben (Unplugged) (2021) de Christopher Rüping.

## Filmographie

### Cinéma
- 1987 : La Famille Van Paemel de Paul Cammermans
- 1990 : Vincent et Théo de Robert Altman
- 1994 : Suite 16 de Dominique Deruddere
- 1999 : The Crossing de Nora Hoppe
- 1998 : Un homme et son chien d'Annette Apon
- 2002 : Meisje
- 2005 : Een ander zijn geluk de Fien Troch
- 2006 : Vidange perdue de Geoffrey Enthoven
- 2010 : Two Eyes Staring (Zwart water) de Elbert van Strien
- 2014 : L'Amour à vol d'oiseau (Flying Home) de  Dominique Deruddere
- 2015 : Le Tout Nouveau Testament de Jaco Van Dormael
- 2015 : Les Ardennes (D'Ardennen) de Robin Pront
- 2018 : Ne tirez pas (Niet schieten) de Stijn Coninx

### Télévision
- 2021 : La Minute vieille de Fabrice Maruca
- 2024 : Knokke Off

## Distinctions
- 1987 : Théo d'or pour Martha dans Who's Afraid of Virginia Woolf ?